# Alessandro Tassoni
Alessandro Tassoni (ur. 28 września 1565 w Modenie, zm. 25 kwietnia 1635 tamże) – włoski prozaik i poeta.
Urodził się w rodzinie hrabiego Bernardina Tassoniego i jego żony Sigismondi Pellicciari, arystokratów z Modeny. Ojca stracił już w wieku dziesięciu miesięcy, dwa lata później osierociła go matka. Opiekę nad chorowitym chłopcem przejął dziadek Giovanni Pellicciari, a po jego śmierci wujek Marc'Antonio. Tassoni podjął studia prawnicze w Modenie, później uczył się na uniwersytetach w Bolonii i w Pizie, by wreszcie zakończyć edukację na uczelni w Ferrarze. Ponieważ, przebywając przez kilka lat w grupie młodych awanturników, dopuścił się wielu czynów przestępczych, w roku 1595 musiał opuścić Nonantolę.
Od roku 1597 był sekretarzem kardynała Ascania Colonny, towarzysząc mu w Rzymie, a w latach 1600-1603 w Hiszpanii. Następnie przebywał w Turynie, na dworze księcia Sabaudii Karola Emanuela I. Później pracował dla kardynała Ludovisiego i, aż do śmierci, dla księcia Franciszka I d’Este.
Należał do twórców zdecydowanie zwalczających wszelkie wpływy antyku w literaturze włoskiej. Utrzymywał, że czasy nowożytne pod każdym względem przewyższają starożytność, twórczość Włochów zaś osiągnęła taki poziom artyzmu, że nie mogą się z nią równać ani dzieła dawne, ani też współczesne dokonania europejskie. W jego ocenie poematy Ariosta i Tassa miały większą wartość od eposów Homera, którym zarzucał duże błędy kompozycyjne. Jako surowy krytyk i zagorzały polemista poruszał w swoich Pensieri diversi rozmaite zagadnienia z zakresu polityki, piśmiennictwa, etyki, teologii i fizyki. Ceniono jego komentarze do dzieł Petrarki oraz zawarte w Filippiche wypowiedzi wymierzone przeciwko hiszpańskiemu najeźdźcy. Pozostawił także nieukończony poemat epicki L’Oceano, sławiący odkrycie Ameryki i wzorowany na Luzjadach Camõesa.
Za arcydzieło Tassoniego uchodzi pisany oktawą poemat heroikomiczny w dwunastu księgach Wiadro porwane, humorystyczny opis zatargu Modeńczyków z Bolończykami, którego powodem było drewniane wiadro zabrane z miejskiej studni podczas najazdu w roku 1325. Wyraźny kontrast między błahym źródłem konfliktu a jego realistycznie przedstawionymi konsekwencjami nadaje całemu utworowi zabarwienie groteskowe. Tassoni ukazując z satyryczną przesadą rozmaite problemy ówczesnej włoskiej rzeczywistości, przedstawił zarazem obrazki z życia mieszczan, plebsu i arystokracji. Jednocześnie, parodiując starogrecką tradycję, wprowadził do utworu grupę antycznych bogów komentujących przebieg wojny. Pełen kontrastów jest także język utworu, miejscami wyszukany i podniosły, miejscami potoczny i pełen wulgaryzmów. Poemat Tassoniego rozpowszechniany był już w roku 1614. Wydany został po zaakceptowaniu przez cenzurę kościelną w roku 1630.

## Główne dzieła

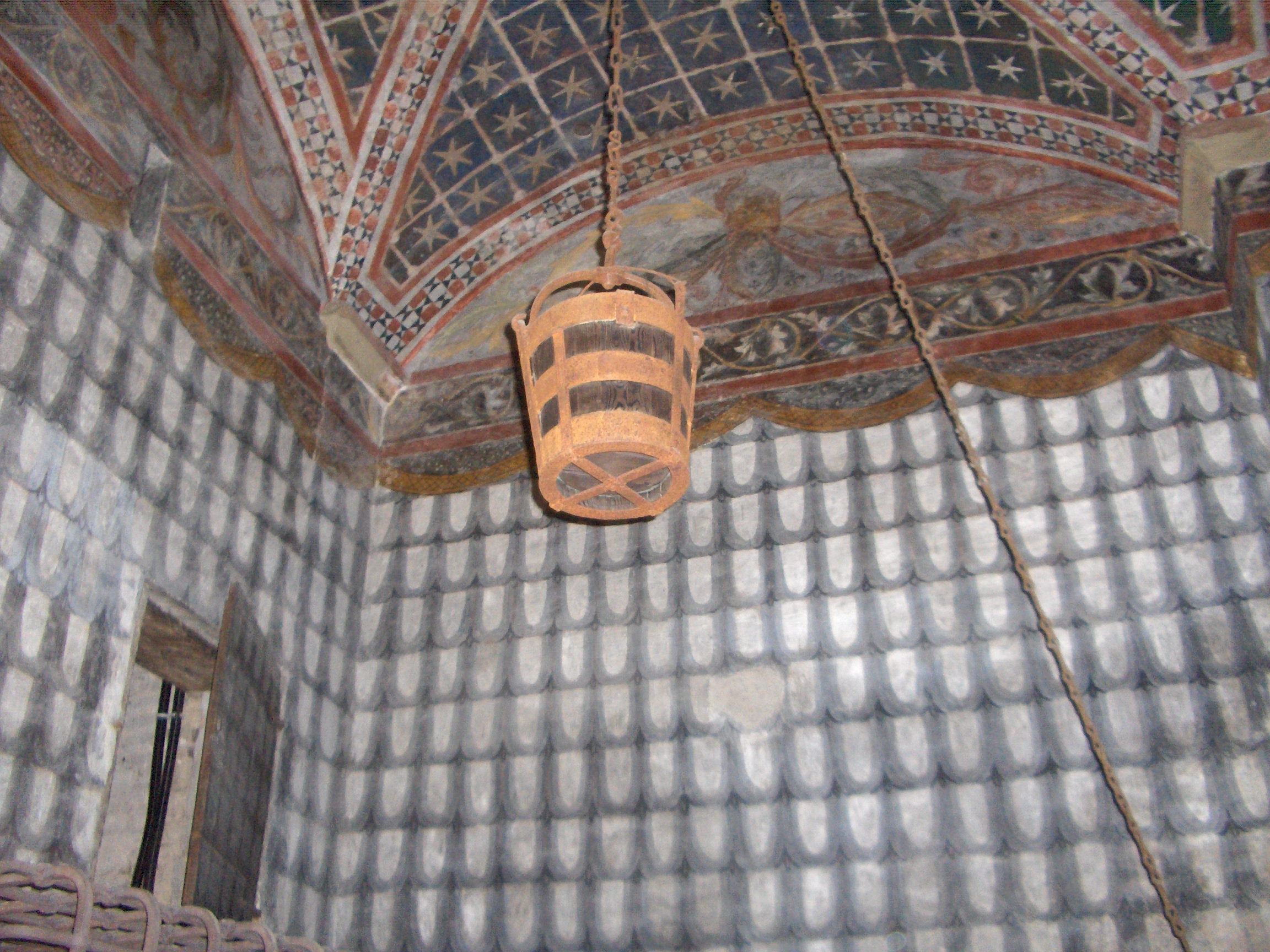
„Wiadro porwane”, eksponat we wnętrzu modeńskiej wieży Ghirlandina

- Considerazioni sopra le rime del Petrarca, 1611 (Rozważania nad wierszami Petrarki)
- Pensieri diversi, 1612 (Myśli rozmaite)
- Filippiche, 1614-1625 (Filipiki)
- Risposta al Soccino, 1617 (Odpowiedź Socynowi)
- Paragone degli ingegni antichi e moderni, 1620 (Porównanie geniuszów antycznych i współczesnych)
- Oceano, 1620 (Ocean)
- Manifesto intorno le relazioni passate tra esso ed i principi di Savoia, 1622 (Manifest o związkach między samym sobą a książętami sabaudzkimi)
- Wiadro porwane, 1630 (La secchia rapita, pierwszą księgę poematu przełożył Ignacy Krasicki, przekład Józefa Brykczyńskiego opublikowano w roku 1818)